# Віброабразивна обробка
Віброабразивна обробка (рос. виброабразивная обработка; англ. vibroabrasive machining; нім. vibrationsabrasive Behandlung f) – абразивна обробка, яка здійснюється при русі заготовки і абразивних зерен один відносно одного у вібрувальній ємності. 
Син.: віброобробка, віброгалтування.